# 文德尔·利拉
文德尔·席爾瓦·利拉（葡萄牙语：Wendell Silva Lira，1989年1月7日—），巴西已退役足球運動員，退役前位置是前鋒。

## 球員生涯

### 球會生涯
文德尔·利拉在戈亞斯體育會開始職業足球員生涯，並在2006年的成為巴西U20全國聯賽神射手，次年被提拔上一隊。2007年5月12日，他首次在巴西足球甲級聯賽上場，在63分鐘替補上場，球隊以2-0不敵聖保羅。
2010年6月，他被外借到巴西足球丙级联赛球會福塔雷薩。
2015年11月6日，他效力戈亚内西亚期間以2-1擊敗戈亚尼恩斯竞技的入球獲提名為国际足联普斯卡什奖的10個候選名單，並入選最後三強。當時仍屬自由身的他，在獲提名數星期後被维拉诺瓦簽下。他的入球最終在2016年1月11日贏得普斯卡什奖，以46.7%得票率力壓次名的利昂内尔·梅西。
他在2016年初效力维拉诺瓦，但因為未能取得進球而被會方在5月3日釋出。

### 國家隊生涯
文德尔·利拉在2006年代表巴西U20參加仙台盃，並在對東北聯隊的比賽中打進一球。之後AC米蘭報價欲收購他，但因為利拉與球會有長達5年合約而拒絕出價。

### 退役
2016年7月28日，文德尔宣佈由於傷患不斷，使他退出職業足球生涯。他的足球生涯改為在電子遊戲FIFA發展和成為Youtube活躍用戶。

## 電子競技
2012年，文德尔是FIFA戈亚斯州錦標賽冠軍。2015年11月，他是FIFA巴西排名第一的玩家，差點就能晉身2016年国际足联互动游戏世界杯。在他贏得普斯卡什奖後，2015世盃冠軍得主阿卜杜勒-阿齊茲·阿尔舍利（Abdulaziz Alshehri）挑戰他，最終文德尔以6-1大勝這名沙特阿拉伯玩家。賽後他獲EA Sports邀請參加2016年国际足联互动游戏世界杯。

## 榮譽

### 球會
戈亞斯
- 巴西戈亞斯州聯賽：2009

### 個人
- 国际足联普斯卡什奖：2015[6]

## 外部連結
- （英文） Guardian Stats Centre
- （英文） sambafoot
- （葡萄牙文） zerozero.pt （页面存档备份，存于）
- (English, Portuguese) WENDELL LIRA REACTION: FIFA Puskas Award winner [FULL] on YouTube
- (English) WINNER - FIFA Puskas Award 2015: Wendell Lira Goal （页面存档备份，存于） on YouTube